# Granida en Daifilo
Granida en Daifilo is een schilderij door de Noord-Nederlandse schilder Dirck van Baburen in het Centraal Museum in Utrecht.

## Voorstelling
De voorstelling is ontleend aan het toneelstuk Granida van Pieter Cornelisz. Hooft. Dit stuk gaat over de Perzische prinses Granida, die tijdens de jacht haar weg kwijtraakt. Op zoek naar haar jachtgezelschap komt ze Daifilo en Dorilea tegen, twee pastorale geliefden, die op dat moment een muzikaal-erotisch gesprek voeren van aantrekken en afstoten. Als Granida haar koninklijke status onthult knielt Daifilo voor haar en biedt haar wat water aan. Daifilo is zo onder de indruk van Granida dat hij op slag verliefd op haar wordt. Vervolgens gaat Daifilo met haar mee naar het paleis en na veel intriges en wendingen trouwen ze met elkaar. Op het schilderij is de eerste akte, scène drie vrij letterlijk uitgebeeld. Granida is van haar paard gestapt. Daifilo knielt en biedt haar een grote schelp water aan. Dorilea kijkt beteuterd toe, liggend achter haar schapen. Van een schelp is in de eigenlijke tekst geen sprake; Hooft noemt deze alleen in het voorwoord.
Het schilderij wordt voor het eerst genoemd in het testament van de Utrechtse edelman Pieter van Hardenbroeck, gedateerd 8 mei 1656. Hierin staat dat hij niet alleen de bezitter van het schilderij was, maar ook dat hij er ‘selven in geconterfijt is’ (zelf op afgebeeld staat). Deze edelman moet op ongeveer dertigjarige leeftijd verliefd zijn geworden op de non Agnes van Hanxelaer. In 1623 verliet zij het klooster voor hem. Na een al dan niet geheime relatie, traden zij in 1628 in het huwelijk. Van Hardenbroeck bestelde het schilderij vermoedelijk in 1623 bij de schilder Dirck van Baburen als uiting van hun liefde. De voorstelling moet dus gezien worden als portrait historié van Pieter van Hardenbroeck en Agnes van Hanxelaer. Het onderwerp van Granida en Daifilo werd gekozen omdat ook hun liefde eigenlijk niet mocht bestaan.

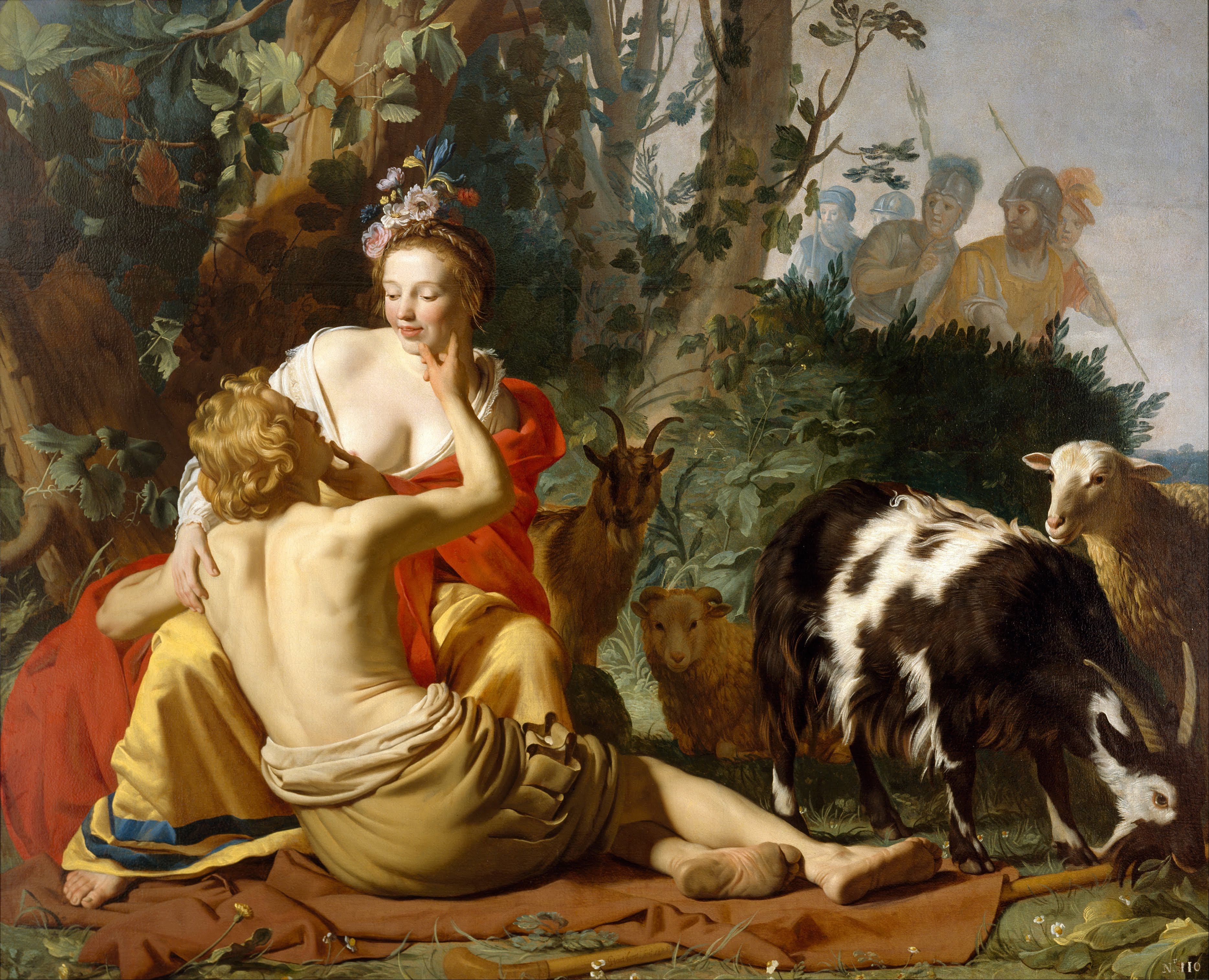
Gerard van Honthorst. Granida en Daifilo. 1625. Utrecht, Centraal Museum.

Van het werk zijn twee andere versies bekend. Het ene exemplaar bevindt zich in de Koninklijke Musea voor Schone Kunsten van België in Brussel en wordt gezien als atelierkopie. Van het andere exemplaar zijn alleen twee fragmenten gewaard gebleven, die voor het laatst zijn gesignaleerd bij, respectievelijk, veilinghuis Bonhams in 2020 en veilinghuis Christie's in 2019. Dirck van Baburen schilderde zijn Granida en Daifilo acht jaar na de publicatie van het toneelstuk. Hij was de eerste schilder die dit onderwerp behandelde. Na hem volgden nog tal van Noord-Nederlandse schilders. De eerste in deze groep was Baburens stadsgenoot Gerard van Honthorst die in 1625 een latere scene uit het verhaal afbeeldde. Dit schilderij vertoont in meerdere opzichten overeenkomsten met de Granida en Daifilo van Baburen: het liggende formaat, Daifilo met ontbloot bovenlijf, het decolleté van Granida, enzovoort. Maar er is een tweede link met Honthorst met betrekking tot dit schilderij. De blauwe jurk van Granida komt overeen met die van de luistspeelster in Het concert uit 1623 van Honthorst in de National Gallery of Art in Washington. De figuur van Achilles in het schilderij Achilles bij het lijk van Patroclos uit 1624 van Baburen draagt dezelfde jurk. Vermoedelijk gebruikten Baburen en Honthorst samen deze jurk als rekwisiet. De vieze voeten van Daifilo heeft Baburen vermoedelijk afgekeken van de figuur van de bedelaar in het schilderij Madonna di Loreto uit omstreeks 1605 van Caravaggio in de Sant'Agostinobasoliek in Rome.

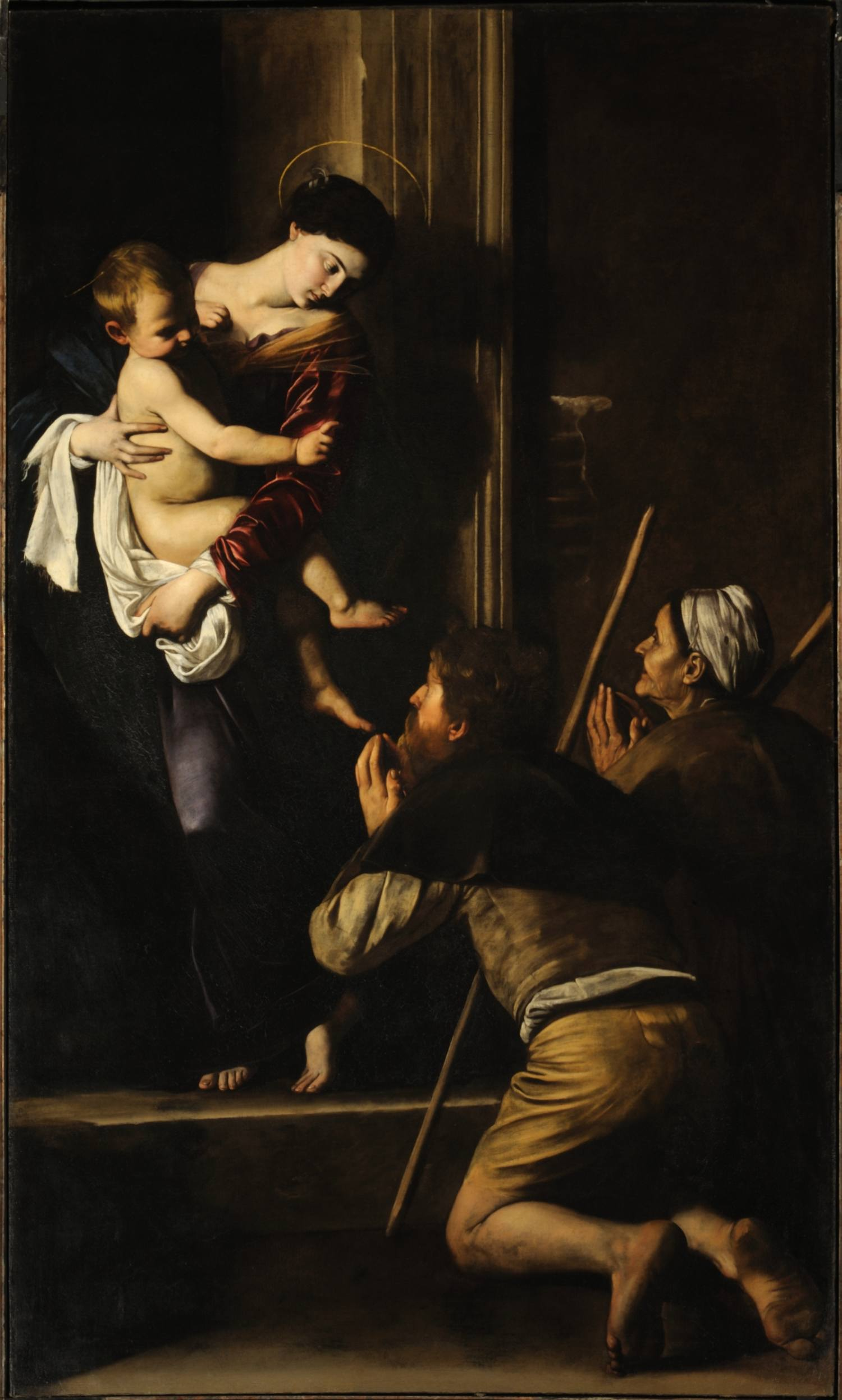
Caravaggio. Madonna di Loreto. 1604-1606. Rome, Sant'Agostino.

## Toeschrijving en datering
Het werk is rechtsonder gesigneerd en gedateerd ‘T.D. Baburen / [...] fecit An° 16[2]3’ (TheoDor Baburen heeft dit gemaakt in het jaar 1623).

## Herkomst
Het schilderij wordt op 8 mei 1656 voor het eerst vermeld in het testament van de Utrechtenaar Pieter van Hardenbroeck (1593-1658). In het testament staat dat Van Hardenbroeck zelf ook op het schilderij staat afgebeeld. Dit betekent dat Van Hardenbroeck zelf waarschijnlijk de opdrachtgever is geweest en dat de figuur van Granida het portret is van zijn minnares Agnes van Hanxelaer, die in 1623 – het jaar dat het schilderij tot stand kwam – uittrad uit het klooster en een relatie begon met Van Hardenbroeck. Volgens het testament liet Van Hardenbroeck het schilderij na aan zijn advocaat, Jan de Wijs, die ook in Utrecht woonde. Daarna ontbreekt ieder spoor, tot het in de 20e eeuw (in ieder geval voor 1971) te koop werd aangeboden door kunsthandel Wildenstein & Co. in New York. In 1987 bevond het zich in een privéverzameling eveneens in New York. Het werd op 8 juli 2009 gekocht door de Braziliaanse investeerder Jacqui Safra tijdens een anonieme verkoping bij veilinghuis Sotheby's in Londen. Op 29 januari 2020 deed deze investeerder het weer van de hand tijdens een verkoping bij veilinghuis Sotheby's in New York. De koper was het Centraal Museum in Utrecht. Deze aankoop kwam tot stand met steun van het Mondriaan Fonds, de Vereniging Rembrandt, het Rodi de Valk Fonds van het Prins Bernhard Cultuurfonds, het K.F. Hein Fonds en het Elise Mathilde Fonds.